# Šestkotniško število
Šestkótniško števílo ali šesterokótniško števílo ali je v matematiki figurativno (oziroma mnogokotniško) število, ki ga lahko razmestimo v obliko pravilnega šestkotnika. Poljubno šestkotniško število za dan n lahko zapišemo v obliki n(2n − 1), kjer je n > 0. Prva šestkotniška števila so (OEIS A000384):
(0) 1, 6, 15, 28, 45, 66, 91, 120, 153, 190, 231, 276, 325, 378, 435, 496, 561, 630, 703, 780, 861, 946 ...
1:
```
 x
```

6:
```
    x               x  
  +   +           x   x 
  +   +           x   x 
    +               x  
```

15:
```
     x                 x   
   x   x             x   x  
 + x   x +         x x   x x 
 +   x   +         x   x   x 
 +       +         x       x 
   +   +             x   x  
     +                 x   
```

28:
```
        x                       x    
      x   x                   x   x   
    x x   x x               x x   x x  
  + x   x   x +           x x   x   x x 
  + x       x +           x x       x x 
  +   x   x   +           x   x   x   x 
  +     x     +           x     x     x 
    +       +               x       x  
      +   +                   x   x   
        +                       x    
```

45:
```
          x                           x
        x   x                       x   x    
      x x   x x                   x x   x x   
    x x   x   x x               x x   x   x x  
  + x x       x x +           x x x       x x x 
  + x   x   x   x +           x x   x   x   x x 
  + x     x     x +           x x     x     x x 
  +   x       x   +           x   x       x   x 
  +     x   x     +           x     x   x     x 
    +     x     +               x     x     x  
      +       +                   x       x   
        +   +                       x   x    
          +                           x     
```

66:
```
          x                             x
        x   x                         x   x
      x x   x x                     x x   x x
    x x   x   x x                 x x   x   x x
  x x x       x x x             x x x       x x x
+ x x   x   x   x x +         x x x   x   x   x x x
+ x x     x     x x +         x x x     x     x x x
+ x   x       x   x +         x x   x       x   x x
+ x     x   x     x +         x x     x   x     x x
+   x     x     x   +         x   x     x     x   x
+     x       x     +         x     x       x     x
  +     x   x     +             x     x   x     x
    +     x     +                 x     x     x
      +       +                     x       x
        +   +                         x   x
          +                             x
```

91:
```
            x                             x
          x   x                         x   x
        x x   x x                     x x   x x
      x x   x   x x                 x x   x   x x
    x x x       x x x             x x x       x x x
  x x x   x   x   x x x         x x x   x   x   x x x
+ x x x     x     x x x +     x x x x     x     x x x x
+ x x   x       x   x x +     x x x   x       x   x x x
+ x x     x   x     x x +     x x x     x   x     x x x
+ x   x     x     x   x +     x x   x     x     x   x x
+ x     x       x     x +     x x     x       x     x x
+   x     x   x     x   +     x   x     x   x     x   x
+     x     x     x     +     x     x     x     x     x
  +     x       x     +         x     x       x     x
    +     x   x     +             x     x   x     x
      +     x     +                 x     x     x
        +       +                     x       x
          +   +                         x   x
            +                             x
```

Vsako šestkotniško število je tudi trikotniško, obratno pa ne velja vedno.
Šestkotniških števil ne smemo zamenjevati s središčnimi šestkotniškimi števili, ki oblikujejo standardno paketiranje dunajskih klobas. Da se ognemo dvoumnosti, lahko uporabimo tudi izraz »oglatih šestkotniških števil«.